# Inmigración taiwanesa en Estados Unidos
La inmigración taiwanesa en Estados Unidos es el movimiento migratorio desde la isla de Taiwán (República de China) hacia los Estados Unidos. De acuerdo con la oficina del Censo de los Estados Unidos, en 2010 el 49% de las personas que se consideraban taiwaneses vivían en el estado de California, principalmente en la ciudad de Los Ángeles, donde vivía el 24,3% de la comunidad taiwanesa hacia 2008. La ciudad de Nueva York y el estado de Texas poseen la segunda y tercera mayores poblaciones taiwanesas, respectivamente.
La investigación demográfica tiende a clasificar a los chinos de ultramar que han inmigrado desde el sudeste de Asia y América del Sur y a los inmigrantes de la China continental, Hong Kong, Macao y Taiwán como estadounidenses de origen chino. Sin embargo, tanto los gobiernos de la República de China y como el de los Estados Unidos se refieren a los estadounidenses de origen taiwanés como un subgrupo separado de los estadounidenses de origen chino. Los taiwaneses-estadounidenses (chino: 臺灣裔美國人, en inglés: Taiwanese Americans) comprenden a los estadounidenses que tienen ascendencia taiwanesa total o parcial. Esto incluye a ciudadanos nacidos estadounidenses que descienden de inmigrantes de Taiwán.

## Historia

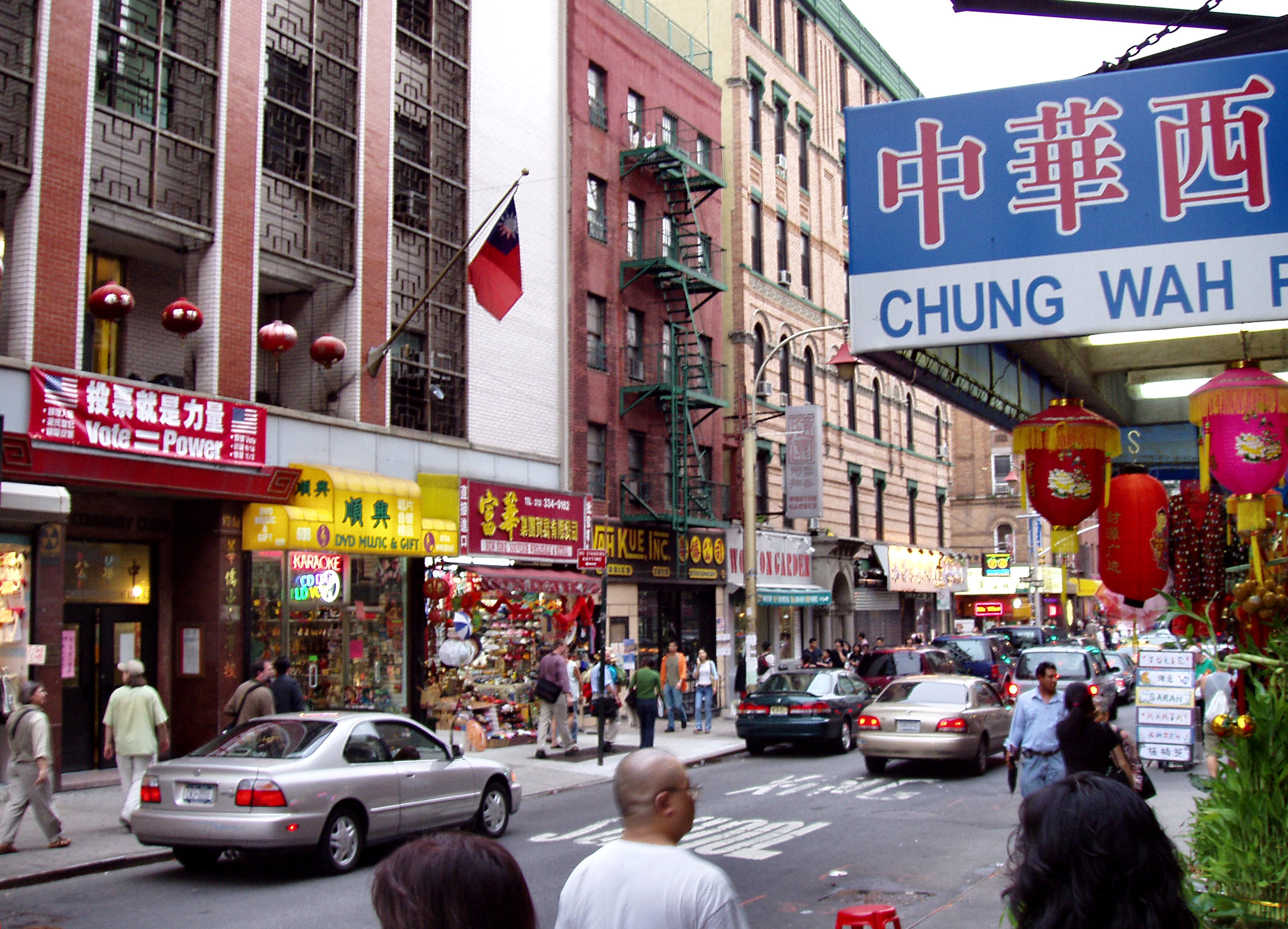
Calle Mott del barrio chino de Manhattan, Nueva York, donde se aprecia una bandera de la República de China.

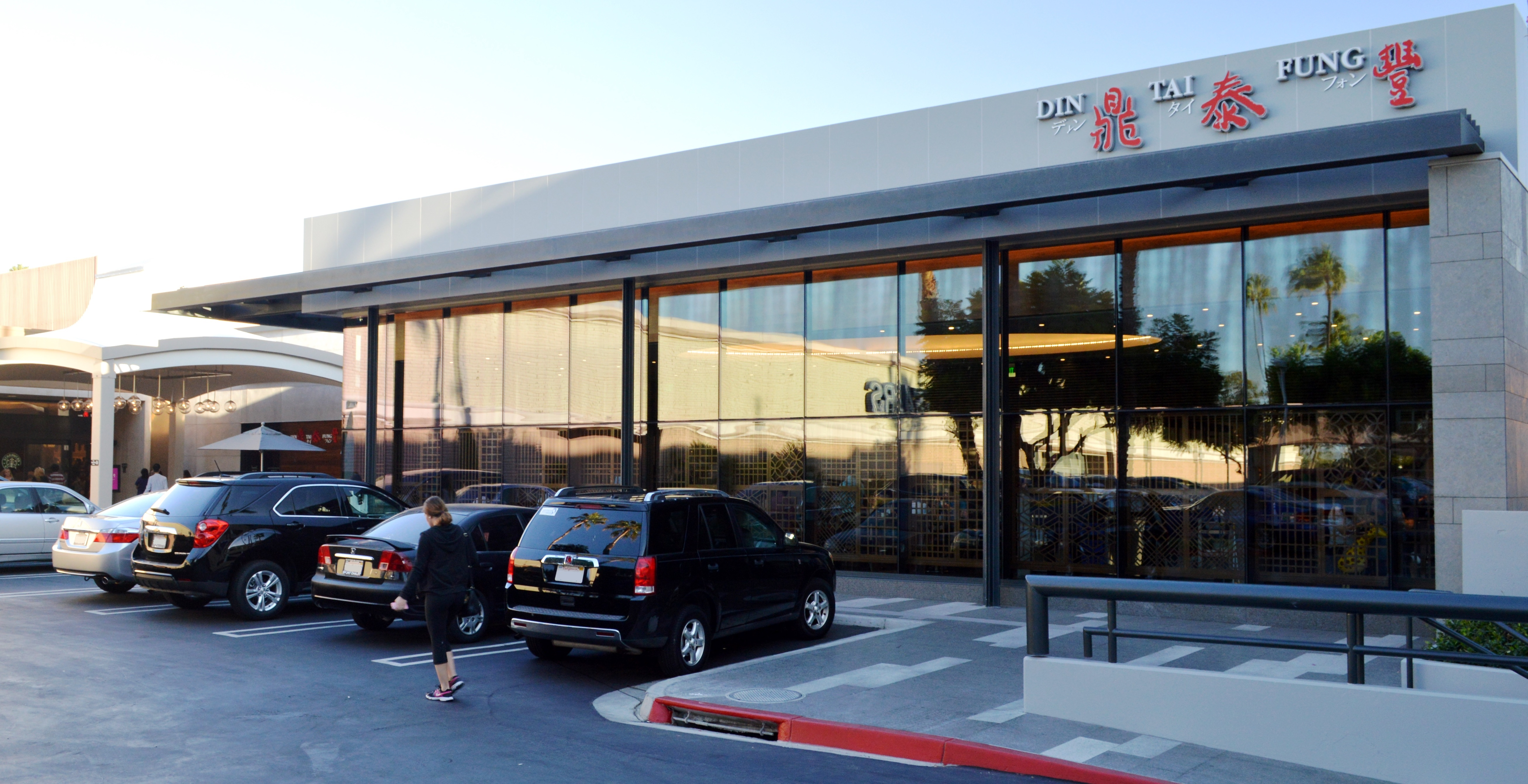
Restaurante taiwanés en Costa Mesa, California.

La inmigración desde Taiwán tuvo su auge a partir de la década de 1970, cuando la mayor parte de los llegados era provenientes de Hong Kong, seguido por Taiwán, con relativamente pocos inmigrantes provenientes de la China continental. En Nueva York la afluencia de taiwaneses había comenzado en los años 1940.
Previamente, la inmigración taiwanesa a los Estados Unidos fue limitada en los años previos a la Segunda Guerra Mundial, debido a la ocupación japonesa, como así también la Ley de Inmigración de 1924, que completamente excluía la inmigración procedente de Asia.
Hasta 1979, los Estados Unidos reconocieron la República de China en Taiwán como el único gobierno legítimo de toda China, y la inmigración procedente de Taiwán fue sumada en la misma cuota que el de la China continental, que tenía poca inmigración a los Estados Unidos entre 1949 y 1977. Durante la década de 1970, la apertura de la República Popular China y la ruptura de relaciones diplomáticas con la República de China condujo a la aprobación, en 1979, de la Ley de relaciones con Taiwán colocando a Taiwán como una zona con una inmigración separada de la cuota de la República Popular de China.
A partir de la década de 1990, los datos demográficos de la comunidad estadounidense de origen chino han cambiado a favor de los inmigrantes con raíces en China continental, más que de Taiwán o Hong Kong. El Día Nacional de la República Popular China se celebra en algunos barrios chinos, y el izado de las banderas de ceremonias ofrecen tanto la bandera de la República Popular China, como la bandera de la República de China. 
Los efectos de «taiwanización», la creciente prosperidad de la República Popular China, y los sucesivos gobiernos pro-independentistas de Taiwán han contribuido para dividir la antigua comunidad estadounidense de origen chino, ya que algunos sinoestadounidenses pro-reunificación con orígenes de la República de China comenzaron a identificarse más con la República Popular China.
Parte de los inmigrantes taiwaneses han sido graduados universitarios que llegaron a Estados Unidos en busca de grados avanzados. Algunos regresaron a Taiwán, mientras que muchos otros optaron por quedarse. Se casaron, tuvieron hijos y buscaron un área donde sus hijos pudieran obtener una enseñanza estadounidense sin dejar de estar familiarizados con su cultura china. Los taiwaneses eligieron áreas con escuelas, en lugar de los cantoneses que eligieron estar cerca de las áreas portuarias. La mayor parte de los primeros inmigrantes taiwaneses trabajaban fuera del área, generalmente en empresas y corporaciones de Manhattan. A medida que la población china de la zona creció, surgieron negocios y comercios para abastecer a la población.
Los primeros estudiantes habían llegado en pequeña cantidad hasta 1965, cuando se aprobó la Ley de Inmigración y Nacionalidad, que aflojó las restricciones de inmigración y dio preferencia a los trabajadores cualificados. Así muchos taiwaneses llegaron como estudiantes y se quedaron, por las mejores condiciones económicas en el Estados Unidos y debido a un clima político represivo en Taiwán.
En los años 1990 también han surgido inversiones millonarias de empresarios taiwaneses en Estados Unidos. La inmigración taiwanesa disminuyó a finales de los años 1980 y 1990 debido al levantamiento de la ley marcial en 1987 y una economía creciente en la isla de Taiwán. También disminuyó el número de estudiantes taiwaneses en Estados Unidos.
Elaine Chao, nacida en Taipéi, desempeñó el cargo de secretaria del Trabajo de los Estados Unidos durante el mandato del presidente George W. Bush de 2001 a 2009 y fue la primera mujer asiáticoamericana en formar parte del Gabinete de los Estados Unidos.

## Asentamientos
El área metropolitana de Los Ángeles posee la mayor comunidad taiwanesa en Estados Unidos con 83.294 hacia 2008, representando el 24,3% de la población taiwanesa-estadounidense. La mayoría de los inmigrantes no se instaló en el barrio chino más antiguo de habla cantonés, sino que se instalaron en suburbios como Monterey Park, conocido como uno de los primeros barrios chinos suburbanos y como la capital cultural de la comunidad taiwanesa en el Gran Los Ángeles.
Un área de Monterey Park también es conocido como Little Taipei, en gran parte debido un desarrollador de bienes raíces que promocionó el área desde los años 1970 para la radicación de inmigrantes taiwaneses y también de otras partes de Asia, como hongkoneses y japoneses. Para el año 1996, al menos dos tercios de las 5.000 empresas de Monterey Park eran propiedad de personas taiwanesas o de Hong Kong. También había un alcalde chino y un ayuntamiento predominantemente asiático. El cambio demográfico generó tensión en la comunidad estadounidense local de ascendencia europea. El consejo local pensó en imponer el idioma inglés como idioma oficial y de uso y aprendizaje obligatorio.
También hay una comunidad en el valle de San Gabriel y en el condado de Orange, conformada principalmente por taiwaneses adinerados. Tanto en Los Ángeles como en el valle de San Gabriel, hay muchos comercios y tiendas que venden hierbas chinas y suministros para restaurantes y negocios que brindan servicios de acupuntura o de agentes de bolsa. También hay numerosas casas de té que ofrecen el té de burbujas en cada uno de los centros comerciales del valle.
La población de origen taiwanés es de 45.808 habitantes en el condado de Los Ángeles, representando el 0,5% de la población total del condado, y 83.294 en el área metropolitana de Los Ángeles-Santa Ana. Más taiwaneses viven en California que en cualquier otro estado, ya que un 49% de la población taiwanesa-estadounidense reside en el estado. Alrededor del 71% de los inmigrantes taiwaneses en el 2008 eran adultos en edad de trabajar y las mujeres inmigrantes taiwaneses superaban en número a los hombres (54,6% - 45,4%, respectivamente), en comparación con el 49,8% de mujeres y 50,2% de hombres para todos los inmigrantes. El 90,5% de los niños que viven con sus padres inmigrantes taiwaneses son nativos.

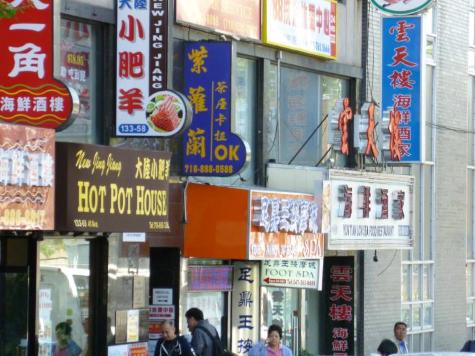
Calle principal del barrio chino de Flushing, Queens.

El barrio chino de Flushing, Queens, Nueva York posee un área denominada Little Taipei (小台北) y Little Taiwan (小台灣) desde los años 1970. La mayoría de los taiwaneses de habla mandarín prefirieron instalarse en Queens en lugar del barrio chino de Manhattan de mayoría cantonesa. En Flushing, los taiwaneses conviven con inmigrantes de la China continental de habla mandarín llegados de diferentes regiones, principalmente del este y norte de China.

## Socioeconomía

### Educación
La cultura taiwanesa da un gran valor a la educación, y muchos estadounidenses taiwaneses están muy bien educados y tienen títulos avanzados en numerosas universidades de prestigio alrededor de los Estados Unidos. A menudo se involucran en ocupaciones de alta gama, tales como médicos, abogados, ingenieros, contadores, profesores y científicos. Además, los taiwaneses estadounidenses ocupan posiciones en los sectores aeroespacial, de defensa, de investigación, académicas y de cuidado de la salud. Varios académicos distinguidos, entre ellos ganadores del Premio Nobel, son taiwaneses estadounidenses. Entre los taiwaneses estadounidenses, la medicina se considera particularmente de alto estatus por razones históricas. Durante la ocupación japonesa (1895-1945), a los taiwaneses se les prohibió participar en la política y la administración, pero fueron animados a convertirse en médicos y maestros, lo que llevó a esta profesión ser considerada como un medio de alto estado de avance social.
Los taiwaneses estadounidenses de todos los orígenes sociales han logrado avances significativos en su nivel educativo, ingresos, esperanza de vida y otros indicadores sociales como las oportunidades financieras y socioeconómicas que ofrece Estados Unidos hizo que muchos inmigrantes taiwaneses y sus descendientes salieran de la pobreza para formar parte de las clases media y media alta. Las estimaciones indican que un porcentaje desproporcionado de los estudiantes taiwaneses asisten a universidades de élite a pesar de constituir menos del 0,5% de la población estadounidense. Los taiwaneses estadounidenses tienen el más alto nivel educativo en los Estados Unidos, superando a cualquier otro grupo étnico en el país, de acuerdo con datos de la Oficina del Censo de los Estados Unidos publicado en 2010. De acuerdo con las estadísticas laborales de 2010 de la Oficina del Censo de Estados Unidos, el 73,6% de todos los estadounidenses de ascendencia taiwanesa alcanzó un alto grado de licenciaturas (en comparación con el 28,2% a nivel nacional y 49,9% para todos los grupos de origen asiático). El 80,0% de los hombres taiwaneses estadounidenses y el 68,3% de las mujeres taiwaneses estadounidenses alcanzaron un título de licenciatura. l 39,1% de todos los taiwaneses estadounidenses poseen una maestría, doctorado u otro título profesional, que es casi cuatro veces superior al promedio nacional.
| Grupo                                | Porcentaje de la población |
| ------------------------------------ | -------------------------- |
| Taiwaneses-estadounidenses           | 73,6%                      |
| Indo-estadounidenses                 | 71%                        |
| Sinoestadounidenses                  | 51,8%                      |
| Japoneses-estadounidenses            | 47,4%                      |
| Población blanca                     | 29,5%                      |
| Vietnamitas-estadounidenses          | 25,2%                      |
| Total de la población estadounidense | 28,2%                      |

### Empleo

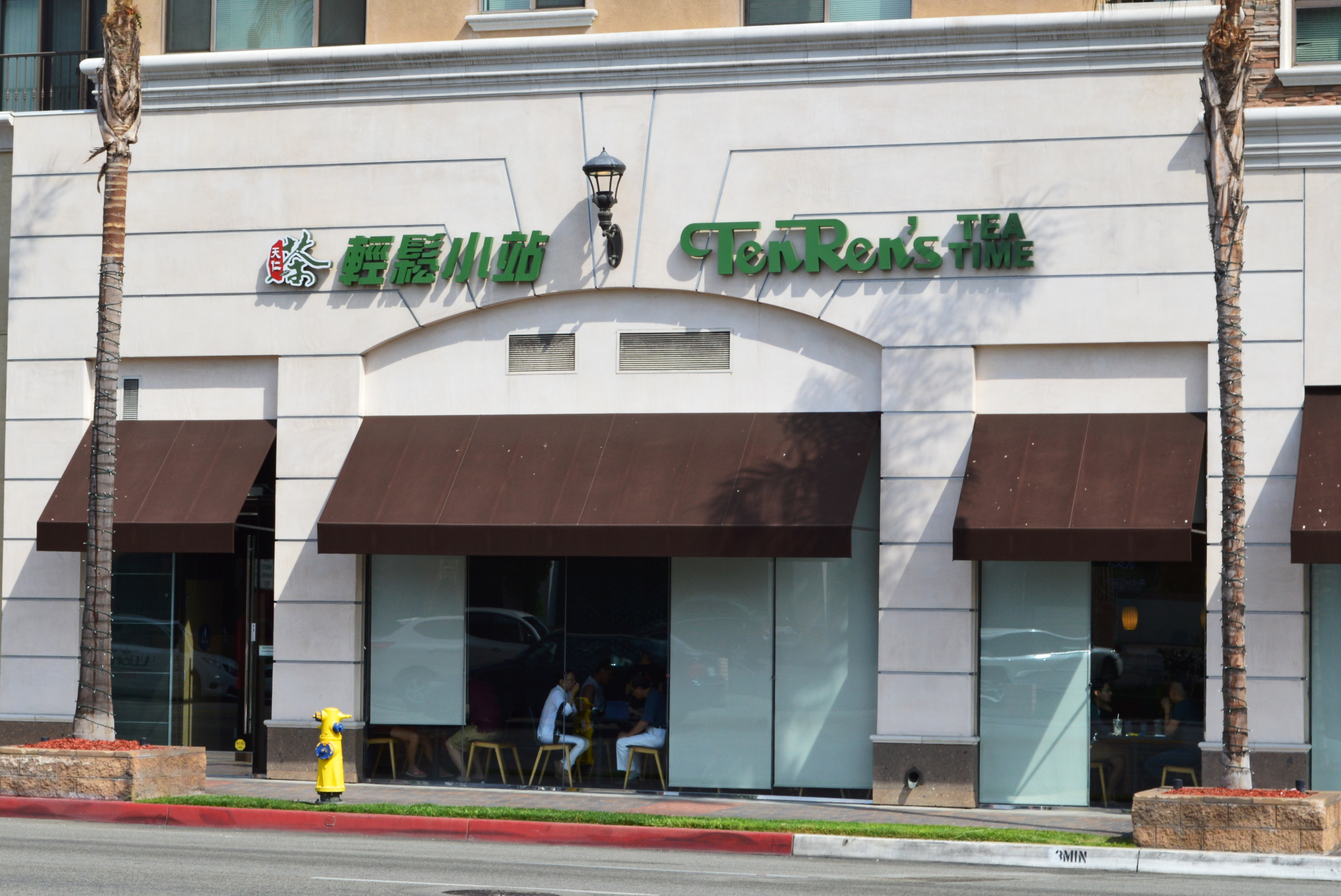
Casa de té taiwanesa en Monterey Park, California.

Muchos taiwaneses estadounidenses trabajan como profesionales de cuello blanco, muchos de los cuales son de alto nivel, profesionales asalariados cuyo trabajo está en gran medida autodirigido en la gestión, como así también profesionales y ocupaciones relacionadas con la ingeniería, la medicina, la banca de inversión, la ley, y el mundo académico. El 66,2% de los taiwaneses estadounidenses trabajan en profesiones de cuello blanco en comparación 35,9% de la población estadounidense en general y el 48,1% de los asiáticos estadounidenses. El 71,3% de los hombres y el 60,4% de las mujeres taiwaneses estadounidenses trabajan en el área de la gestión como profesionales y ocupaciones relacionadas. Ellos también tienen algunas de las tasas de paro más bajas en el país con una cifra de 4,3% en comparación con una tasa nacional del 6,9%.
Algunas profesiones eran en la administración, los negocios y las finanzas, información, tecnología, ciencias e ingeniería. La mayoría de los hombres y una cuarta parte de las mujeres estadounidenses de ascendencia taiwanesa estaban en alguno de estos secotres. La tasa de pobreza de los inmigrantes taiwanesa era del 20,4%, encomparación con el 28,7% de la población general y el 37.9% de los nacidos en el extranjero. Los inmigrantes taiwaneses tenían más probabilidades de poseer su propia casa que el resto los estadounidenses y otros inmigrantes. A la vez, el 90% de inmigrantes taiwaneses no tenían seguro de salud en 2008.
Los inmigrantes de China y Taiwán fueron fundadores clave en el 12,8% del total de las empresas de Silicon Valley, California, creadas entre 1995 y 2005. Casi el 6% de los inmigrantes que fundaron compañías en el campo de servicios relacionados con la fabricación de innovación tecnológica son de China continental y Taiwán.

### Economía familiar
De acuerdo con la oficina del Censo de Estados Unidos en 2009, los hombres taiwaneses estadounidenses tenían uno de los más altos ingresos medios anuales, con una cifra de 76,587 dólares estadounidenses, y las mujeres taiwaneses estadounidenses tenían un ingreso medio de 51.307 dólares. También tienen uno de los más altos ingresos promedio entre cualquier minoría étnica en los Estados Unidos, con una cifra de 68.809 dólares, que está 37% por encima de la media nacional. Ellos tienen una de las tasas más bajas de pobreza en la nación con una cifra de 9,5% en comparación con el 11,3% de la población estadounidense en general, pero la cifra fue ligeramente superior a la de todos los estadounidenses de origen asiático que se situó en el 9,1%.
| Grupo                          | Ingreso (en dólares estadounidenses) |
| ------------------------------ | ------------------------------------ |
| Taiwaneses-estadounidenses     | 68.809                               |
| Asiáticos-estadounidenses      | 67.022                               |
| Sinoestadounidenses            | 65.273                               |
| Población blanca no hispana    | 52.480                               |
| Escoceses-estadounidenses      | 52.444                               |
| Coreanos-estadounidenses       | 50.316                               |
| Total población estadounidense | 50.046                               |

## Religión

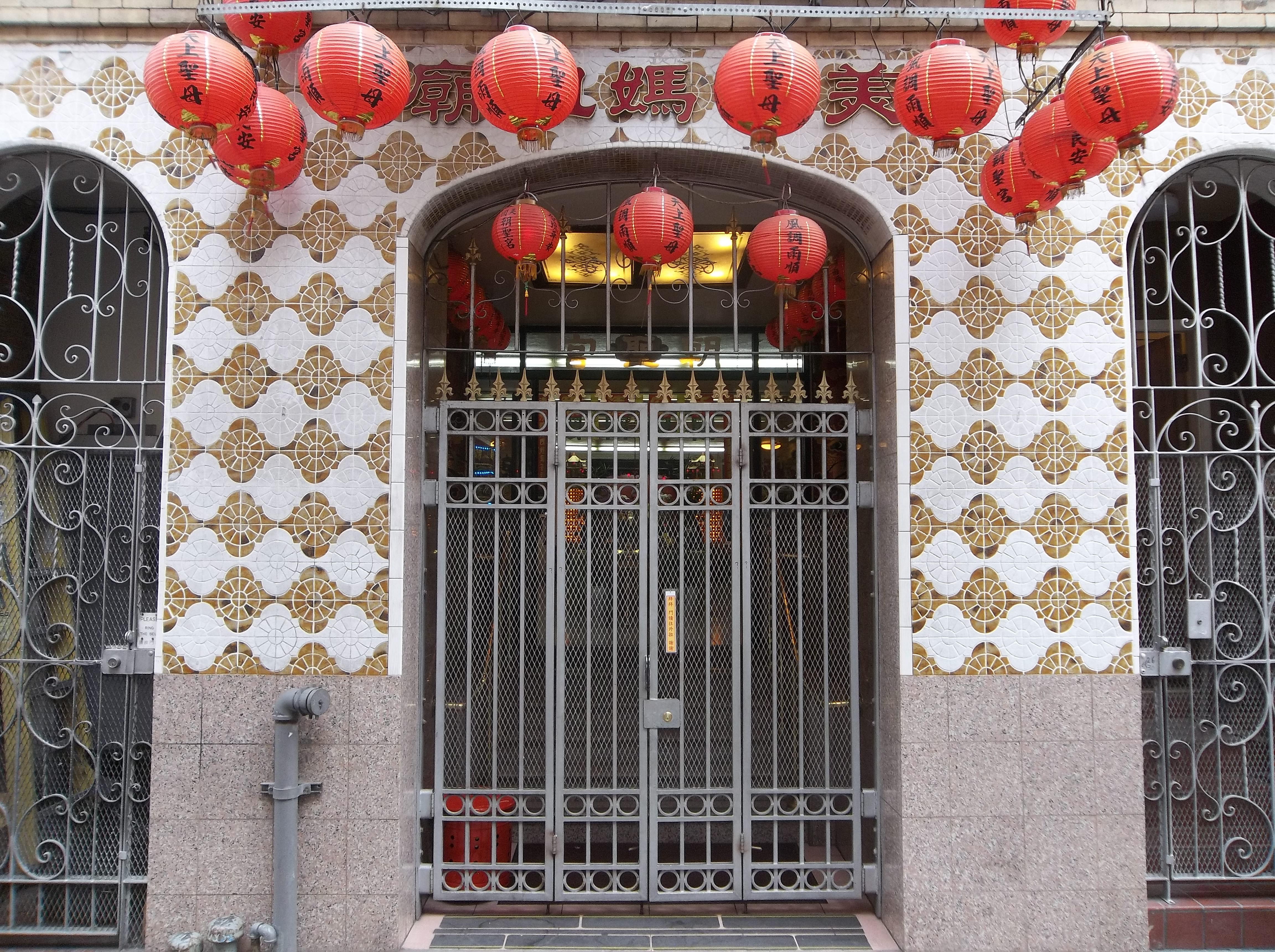
Templo taoísta taiwanés en San Francisco.

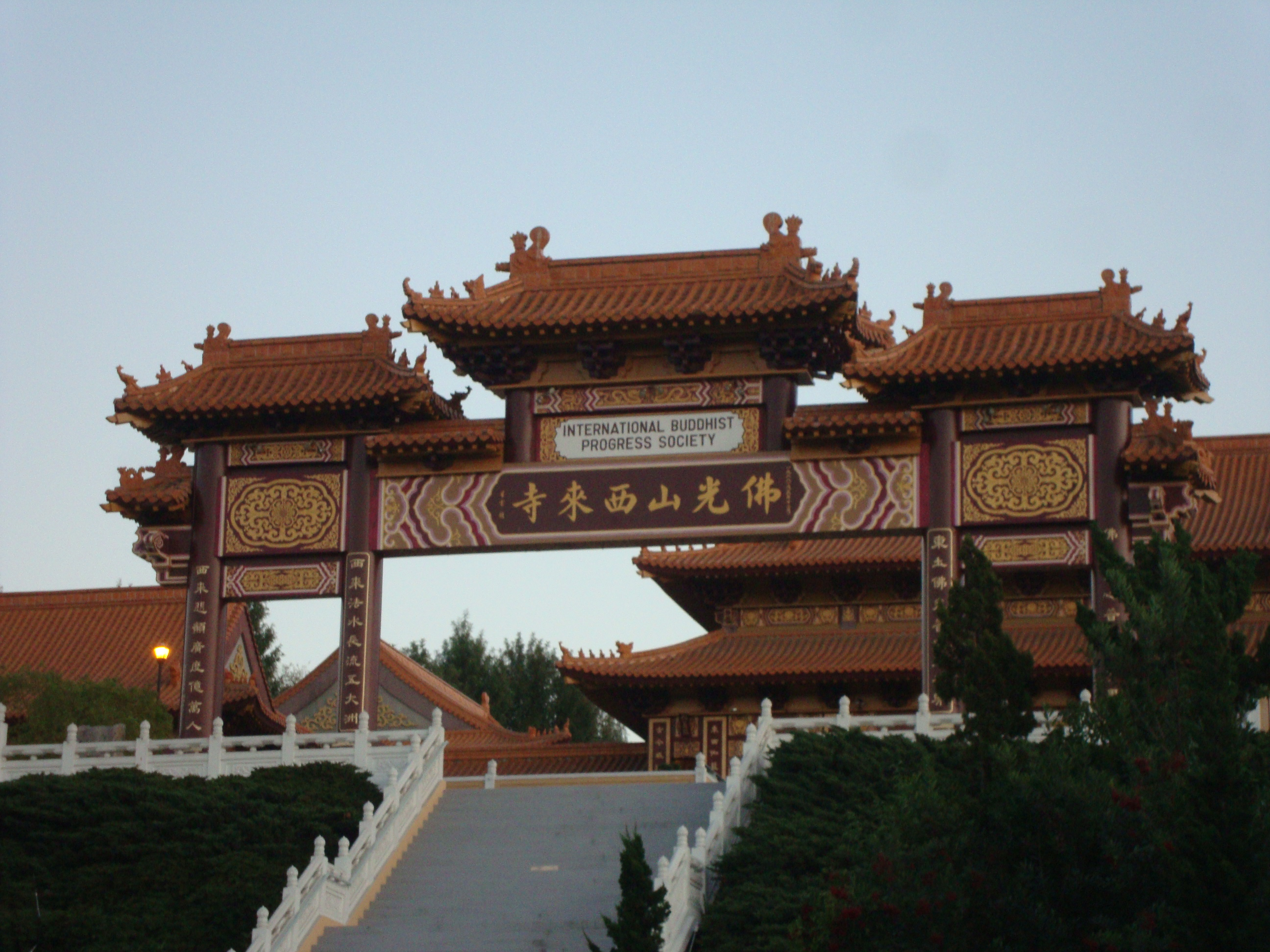
Entrada al templo Hsi Lai.

El templo budista Guang Ming (en chino tradicional, 光明寺; pinyin, Guāngmíng Sì; pe̍h-ōe-jī, Kong-bîng-sī; literalmente, ‘Luz Brillante’) se encuentra en Orlando, Florida, que pertenece a una organización de Taiwán.
El templo Ma-Tsu es un templo taoísta en San Francisco, California, fundado en 1986 por inmigrantes taiwaneses.
El templo Hsi Lai (en chino, 佛光山西來寺; pinyin, Fóguāngshān Xīlái Sì) se encuentra en Puente Hill, Hacienda Heights, condado de Los Ángeles, California. Está afiliado a una organización budista de Taiwán. Es el templo budista más grande del hemisferio occidental. Fue fundado a fines de los años 1980 y su sede, con arquitectura china, se encuentra en un área montañosa.

## Organizaciones
La primera iglesia taiwanesa en América del Norte, la Iglesia Reformada Winfield (恩惠歸正教會) en Woodside, Queens, ciudad de Nueva York, establecida en 1969. La organización fue un centro del activismo independencia de Taiwán durante muchas décadas. Los pastores y la comunidad participan en manifestaciones y causas de Taiwán. Cuando la República Popular China reemplazó a la República de China en las Naciones Unidas en 1979, NBC envió reporteros para entrevistar las opiniones de la comunidad taiwanesa neoyorkina en Winfield.
En California se encuentra Cámara de Comercio Taiwanesa-Estadounidense para la promoción de las relaciones comerciales estables entre la República de China y los Estados Unidos.
En Los Ángeles también hay varias organizaciones taiwaneses, tales como la Asociación Formoseña para los Asuntos Públicos (que apoya el derecho de autodeterminación para los habitantes de la isla de Formosa) y el Centro Taiwanés del Gran Los Angeles, que tienen oficinas en y alrededor de la ciudad de Los Ángeles.